# Wielkopole (gromada)
Wielkopole – dawna gromada (najmniejsza jednostka podziału terytorialnego Polskiej Rzeczypospolitej Ludowej w latach 1954–72) z siedzibą GRN w Wielkopolu.
Gromady, z gromadzkimi radami narodowymi (GRN) jako organami władzy najniższego stopnia na wsi, funkcjonowały od reformy reorganizującej administrację wiejską przeprowadzonej jesienią 1954 do momentu ich zniesienia z dniem 1 stycznia 1973, tym samym wypierając organizację gminną w latach 1954–1972.
Gromadę Wielkopole z siedzibą GRN w Wielkopolu utworzono – jako jedną z 8759 gromad na obszarze Polski – w powiecie krasnostawskim w woj. lubelskim na mocy uchwały nr 9 WRN w Lublinie z dnia 5 października 1954. W skład jednostki weszły obszary dotychczasowych gromad Wielkopole, Wielobycz, Olesin, Bobrowe i Wiśniów ze zniesionej gminy Gorzków oraz obszar dotychczasowej gromady Widniówka wieś ze zniesionej gminy Krasnystaw w tymże powiecie. Dla gromady ustalono 16 członków gromadzkiej rady narodowej.
1 stycznia 1960 gromadę zniesiono, włączając jej obszar do gromady Gorzków w tymże powiecie.